# قطين السفلى (جحانة)

تعديل مصدري - تعديل

قطين السفلى هي إحدى قرى عزلة اليمانية السفلى بمديرية جحانة التابعة لمحافظة صنعاء، بلغ تعداد سكانها 421 نسمة حسب تعداد اليمن لعام 2004.